# Escleromiositis
L'escleromiositis o síndrome de superposició PM/Scl és una malaltia autoimmunitària. Tot i ser una malaltia poc freqüent, és una de les síndromes de superposició més comunes vistes en pacients amb esclerodèrmia, juntament amb la malaltia mixta del teixit connectiu (MCTD, de l'anglès mixed connective tissue disease) i la síndrome de sintetasa. Els autoanticossos d'aquests pacients sovint són els anti-PM/Scl (anti-exosome).
Els símptomes que s'observen amb major freqüència són símptomes típics de la persona i de les malalties autoimmunitàries: el fenomen de Raynaud, artritis, miositis i esclerodèrmia. El tractament d'aquests pacients és similar al tractament per a malalties autoimmunitàries individuals, ja sigui immunosupressors o fàrmacs immunomoduladors.